# Cobaea skutchii
Cobaea skutchii là một loài thực vật có hoa trong họ Polemoniaceae. Loài này được I.M.Johnst. mô tả khoa học đầu tiên năm 1938.